# Emiliano Zapata, Texistepec
Emiliano Zapata är en ort i Mexiko.   Den ligger i kommunen Texistepec och delstaten Veracruz, i den sydöstra delen av landet, 500 km öster om huvudstaden Mexico City. Emiliano Zapata ligger 19 meter över havet och antalet invånare är 336.
Terrängen runt Emiliano Zapata är platt. Runt Emiliano Zapata är det ganska glesbefolkat, med 30 invånare per kvadratkilometer. Närmaste större samhälle är Oluta, 17,3 km nordväst om Emiliano Zapata. Trakten runt Emiliano Zapata består till största delen av jordbruksmark.